# Rio Trombudo
Rio Trombudo är ett vattendrag i Brasilien.   Det ligger i delstaten Santa Catarina, i den södra delen av landet, 1 300 km söder om huvudstaden Brasília.
I omgivningarna runt Rio Trombudo växer i huvudsak städsegrön lövskog. Runt Rio Trombudo är det ganska tätbefolkat, med 149 invånare per kvadratkilometer.